# 维拉科莱曼迪纳
维拉科莱曼迪纳（義大利語：Villa Collemandina），是意大利卢卡省的一个市镇。总面积34平方公里，人口1398人，人口密度41.1人/平方公里（2009年）。ISTAT代码为046035。